# 奧斯卡 (治療貓)
奧斯卡（英語：Oscar，2005年－2022年2月22日）是一隻治療貓，自2005年以來住在美國羅德島州普羅維登斯的史提爾安養暨復建中心。牠因據稱能夠預測病人的死亡而出名，其現象還被在布朗大學任教的醫學博士大衛·多薩寫成文章〈貓咪奧斯卡的一天〉在《新英格蘭醫學期刊》發表。

## 生平
2005年，史提爾安養暨復建中心從流浪動物收容所領養了一批貓咪，奧斯卡是其中之一:132。牠是一隻較不合群的貓。
當奧斯卡在中心待了六個月左右時，工作人員開始發現牠時常在病人死亡的幾個小時前窩在病人旁邊，似乎像是在安慰及陪伴病人。當奧斯卡準確地「預測」了25人的死亡後，工作人員每當發現牠躺在某個病人旁邊睡覺時，便會通知該名病人的家屬前來。大多數病人的家屬都很感激奧斯卡。在史提爾安養暨復建中心的大廳內設有一塊牌子，上面寫著：「由於牠充滿愛心的關愛，這塊銘牌屬於家貓奧斯卡」（英語：For his compassionate hospice care, this plaque is awarded to Oscar the Cat）。
2007年，大衛·多薩撰文〈貓咪奧斯卡的一天〉並將其發表在《新英格蘭醫學期刊》上。2010年，多薩更將奧斯卡的事蹟寫成書籍《預知生死的貓》出版。
2013年11月，奧斯卡因遭遇嚴重的過敏反應而差點死亡，終被救活。截至2015年，奧斯卡已經「預測」過了100人的死亡。

## 專家看法
布朗大学的专家大衛·多薩和琼·特诺都認為奧斯卡是透過聞到病人臨死前散發的特殊氣味來做出判斷。伊利諾大學的貓科動物專家湯瑪斯·葛雷夫斯在接受BBC訪問時對此表示：「當貓的主人或其他動物生病時，牠們通常都能夠感覺到。」

## 文化影響
- 史蒂芬·金所寫的2013年小說《安眠醫生》有部分靈感來自於奧斯卡[11]。